# تبخال دستگاه تناسلی
تبخال دستگاه تناسلی یا هرپس تناسلی (به انگلیسی: Herpes genital) یک بیماری ویروسی است که توسط ویروس هرپس سیمپلکس (HSV) دستگاه تناسلی ایجاد می‌شود. اکثر مردم یا هیچ علائمی ندارند یا علائم آن‌ها خفیف است و بنابراین نمی‌دانند که آلوده هستند. هنگامی که علائم ظاهر می‌شوند، معمولاً شامل تاول‌های کوچکی هستند که باز می‌شوند و زخم‌های دردناک ایجاد می‌کنند. علائم بیماری شبه‌آنفلوانزایی مانند تب، درد، یا تورم گره‌های لنفاوی نیز ممکن است رخ دهد. شروع این بیماری به‌طور معمول پس از مواجهه با علائم، حدود ۴ تا ۲۸ روز طول می‌کشد. پس از آلوده شدن، ممکن است شیوع بیشتری رخ دهد، اما عموماً خفیف‌تر هستند.
این بیماری به‌طور معمول از طریق تماس مستقیم دستگاه تناسلی با سطح پوست یا ترشحات فردی که آلوده است، گسترش می‌یابد و ممکن است در طول آمیزش جنسی، از جمله آمیزش جنسی مقعدی و دهانی رخ دهد. برای انتقال این بیماری نیازی به وجود زخم نیست. خطر شیوع بین یک زوج در طول یک سال حدود ۷٫۵ درصد است. ویروس هرپس سیمپلکس (HSV) به دو نوع اچ‌اس‌وی-۱ (HSV-1) و اچ‌اس‌وی-۲ (HSV-2) طبقه‌بندی می‌شود. در حالی که از نظر تاریخی اچ‌اس‌وی-۲ شایع تر بود، اما امروزه اچ‌اس‌وی-۱ تناسلی در کشورهای توسعه‌یافته رایج تر شده است. تشخیص پزشکی ممکن است با آزمایش ضایعات با استفاده از پی‌سی‌آر یا کشت ویروسی یا آزمایش خون برای آنتی‌بادی‌های خاص انجام شود.
تلاش برای جلوگیری از عفونت شامل: نداشتن آمیزش جنسی، استفاده از کاندوم و داشتن رابطه جنسی تنها با یک شریک جنسی غیر آلوده می‌باشد. پس از ابتلا، هیچ درمانی وجود ندارد. با این حال، داروهای ضد ویروسی ممکن است از شیوع بیماری جلوگیری یا در صورت وقوع، شیوع را کوتاه کنند. استفاده طولانی مدت از داروهای ضد ویروسی نیز ممکن است خطر گسترش بیشتر را کاهش دهد.
در سال ۲۰۱۵ حدود ۸۴۶ میلیون نفر (۱۲ درصد از جمعیت جهان) به تبخال دستگاه تناسلی مبتلا بوده‌اند. در ایالات متحده، بیش از یک نفر از هر شش نفر بین ۱۴ تا ۴۹ سال به این بیماری مبتلا هستند. زنان بیشتر از مردان مبتلا می‌شوند. میزان بیماری‌های ناشی از اچ‌اس‌وی-۲ در ایالات متحده بین سال‌های ۱۹۹۰ و ۲۰۱۰ کاهش یافته است. عوارض، به ندرت ممکن است شامل مننژیت آسپتیک (مننژیتی که حتی نتیجه آزمایش مایع مغزی-نخاعی با کشت‌های معمول باکتریایی آن منفی است)، افزایش خطر ابتلا به ایدز در صورت قرار گرفتن در معرض افراد اچ‌آی‌وی مثبت و سرایت به نوزاد در حین زایمان و در نتیجه تبخال نوزادی باشد.

## علائم و نشانه‌های بیماری

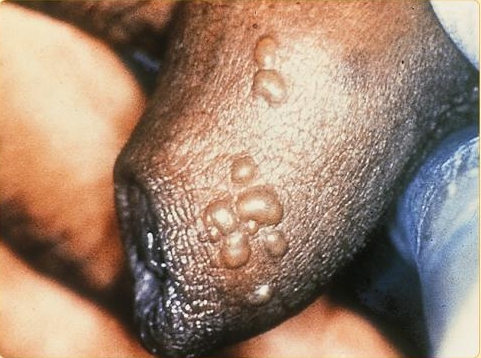
تبخال دستگاه تناسلی که آلت مردی را تحت تأثیر قرار داده است

در مردان، ضایعات روی سرنره، ساقه آلت یا سایر قسمت‌های ناحیه تناسلی، در قسمت داخلی ران، نشیمنگاه یا مقعد ایجاد می‌شوند. در زنان، ضایعات نزدیک یا روی تپه ونوس، کلیتوریس یا سایر قسمت‌های فرج، نشیمنگاه یا مقعد ظاهر می‌شوند.
سایر علائم رایج شامل درد، خارش و سوزش است. علائم کمتر شایع و در عین حال رایج عبارتند از ترشح از آلت مردی یا واژن، تب، سردرد، درد عضلانی، تورم و بزرگ شدن گره‌های لنفاوی و بیمارگونگی. زنان اغلب علائم دیگری را تجربه می‌کنند که شامل ادرار دردناک (سوزش ادرار) و عفونت گردن رحم است. پروکتیت تبخال‌گونه (Herpetic proctitis) (التهاب مقعد و راست‌روده) برای افرادی که آمیزش جنسی مقعدی انجام می‌دهند، شایع است.
پس از ۲ تا ۳ هفته، ضایعات موجود تبدیل به زخم می‌شوند و سپس پوسته پوسته می‌شوند و بهبود می‌یابند، اگرچه ضایعات روی غشاء مخاطی ممکن است هرگز پوسته ایجاد نکنند. در موارد نادر، درگیری ناحیه خاجی طناب نخاعی می‌تواند باعث احتباس حاد ادرار و علائم و نشانه‌های یک طرفهٔ میلورادیکولیت (myeloradiculitis) (ترکیبی از میلیت و رادیکولیت) شامل درد، از دست دادن حس، احساسات غیرطبیعی (خواب‌رفتگی) و راش شود. از نظر تاریخی، این حالت سندرم السبرگ (Elsberg syndrome) نامیده می‌شود، اگرچه این موجودیت، به وضوح تعریف نشده است.

## خاصیت بازگشت مجدد

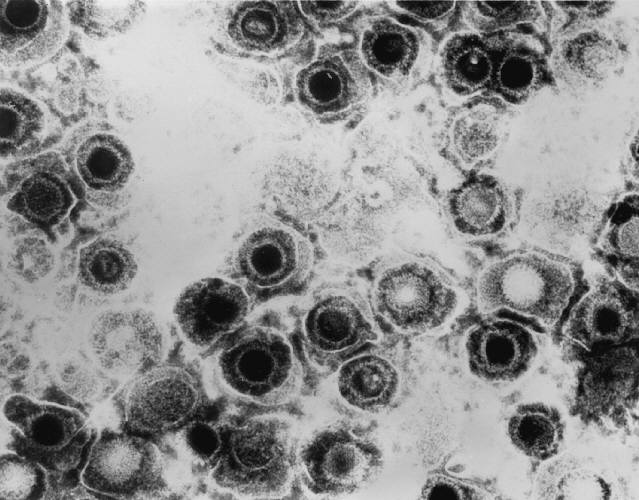
تصویر میکروسکوپ الکترونی از ویروس هرپس سیمپلکس

پس از اولین دورهٔ بیماری هرپس تناسلی ناشی از اچ‌اس‌وی-۲، حداقل یک عود در تقریباً ۸۰٪ افراد وجود خواهد داشت، در حالی که میزان عود برای تبخال تناسلی ناشی از اچ‌اس‌وی-۱ تقریباً ۵۰٪ است. هرپس تناسلی ناشی از اچ‌اس‌وی-۲ به‌طور متوسط ۴ تا ۶ بار در سال عود می‌کند، در حالی که عفونت اچ‌اس‌وی-۱ تنها یک بار در سال رخ می‌دهد.
افراد مبتلا به تبخال تناسلی مکرر ممکن است با درمان سرکوب‌کننده درمان شوند که شامل درمان روزانه ضد ویروسی با استفاده از اسیکلوویر، والاسیکلوویر یا فام‌سیکلوویر است. درمان سرکوب‌کننده ممکن است در افرادی که حداقل چهار بار در سال عود می‌کنند، اما کیفیت شواهد ضعیف است، مفید باشد. افرادی که میزان عود کمتری دارند احتمالاً با درمان سرکوب‌کننده نیز عود کمتری خواهند داشت. درمان سرکوب‌کننده باید حداکثر پس از یک سال قطع شود تا فراوانی عود مجدد ارزیابی شود.

## راه‌های انتقال
تبخال دستگاه تناسلی می‌تواند از طریق ریزش ویروسی قبل و بعد از تشکیل زخم منتشر شود. خطر شیوع بین یک زوج در طول یک سال حدود ۷٫۵ درصد است. (برای رابطه جنسی نا امن). احتمال انتقال تبخال تناسلی از فردی به فرد دیگر با استفاده از کاندوم بیرونی تا ۵۰ درصد، با کاندوم داخلی تا ۵۰ درصد و خودداری از رابطه جنسی در طول شیوع فعال کاهش می‌یابد. هر چه شریک زندگی طولانی‌تری به این عفونت مبتلا شده باشد، میزان انتقال آن کمتر است. یک فرد مبتلا ممکن است با حفظ دوز روزانه داروهای ضد ویروسی خطرات انتقال را کاهش دهد. عفونت با تبخال تناسلی در حدود ۱ مورد از هر ۱۰۰۰ عمل جنسی رخ می‌دهد.

## پیشگیری
از آنجا که عفونت ویروس هرپس سیمپلکس (HSV) شایع است و به‌طور معمول در جمعیت عمومی غربالگری نمی‌شود، پیشگیری کامل از انتقال تبخال تناسلی دشوار است. برای کاهش احتمال ابتلا به ویروس هرپس سیمپلکس، ممکن است از کاندوم بیرونی آلت مردی در حین آمیزش جنسی دهانی، واژنی و مقعدی استفاده شود. کاندوم داخلی واژن ممکن است در طول آمیزش جنسی دهانی، واژنی استفاده شود. از کاندوم‌های داخلی و بیرونی نباید به‌طور همزمان استفاده کرد. بندهای دندانی ممکن است در حین آمیزش جنسی دهانی (که قبل از آن، آلت مردی، واژن یا مقعد را درگیر کرده باشد) استفاده شود. کاهش تعداد شرکای جنسی یک فرد ممکن است احتمال ابتلا به ویروس هرپس سیمپلکس را نیز کاهش دهد. افرادی که با شرکای جنسی متعدد رابطه جنسی دارند ممکن است برای ویروس هرپس سیمپلکس آزمایش شوند. در افرادی که تبخال تناسلی در آنها تشخیص داده شده است، انتقال آن به دیگران ممکن است از طریق داروهای ضد ویروس سرکوبگر جلوگیری شود. این گزینه ۹۰٪ در جلوگیری از انتقال ویروس هرپس سیمپلکس مؤثر است و یک گزینه رایج برای شرکای جنسی و/یا عاشقانه یا کسانی است که قصد باردار شدن دارند. کسانی که از ابتلای خود به تبخال تناسلی آگاه هستند، باید به شریک(ها) یا همسر خود اطلاع دهند.

## غربالگری و تشخیص
تبخال تناسلی ممکن است از طریق معاینه بالینی توسط پزشک یا از طریق آزمایش ویروس هرپس سیمپلکس (HSV) با نمونه برداری از مایع داخل تاول تناسلی یا خون برای آنتی‌بادی‌های ویروس هرپس سیمپلکس تشخیص داده شود. آزمایش ویروس هرپس سیمپلکس برای کسانی که دارای علائم تب‌خال هستند یا شریک جنسی مبتلا به عفونت تبخالی دارند توصیه می‌شود. در حال حاضر هیچ توصیه ای برای غربالگری بدون علامت تبخال تناسلی وجود ندارد.
نتایج آزمایش منفی کاذب ممکن است در صورتی رخ دهد که آزمایش در اواخر دوره بیماری انجام شود یا نمونه آزمایش به‌طور مناسب به دست نیامده باشد. انجام آزمایش ویروس هرپس سیمپلکس در افراد بدون علامت، به دلیل نرخ بالای مثبت کاذب توصیه نمی‌شود. یک آزمایش مثبت کاذب ممکن است باعث ایجاد مشکلات در رابطه شود.

## تبخال تناسلی و بارداری
زنانی که قبل از بارداری به تبخال تناسلی مبتلا شده‌اند، در معرض خطر بسیار پایینی برای انتقال ویروس هرپس سیمپلکس به نوزاد در حین زایمان هستند. در ایالات متحده، ۲۰–۲۵٪ از زنان باردار مبتلا به تبخال تناسلی هستند. با این حال، کمتر از ۰٫۱٪ از نوزادان متولد شده در طول زایمان به تبخال نوزادی مبتلا می‌شوند.
طبق گفتهٔ کارگروه خدمات پیشگیرانه ایالات متحده، غربالگری معمول برای زنان باردار بدون سابقه تبخال تناسلی توصیه نمی‌شود. آزمایش آنتی‌بادی سرولوژیک (خون) در بیماران بدون علامت و بدون سابقه نشان می‌دهد که اغلب نتایج آزمایش، مثبت و منفی کاذب دارد که ممکن است منجر به اضطراب، برچسب زدن اطرافیان یا اطمینان کاذب با حداقل بهبود در نتایج سلامتی در کاهش انتقال تبخال نوزادی شود.
زنان باردار در صورت بروز علائم تبخال تناسلی باید پزشک خود را مطلع کنند. در زمان زایمان، زنان باید از نظر علائم تبخال تناسلی مورد معاینه فیزیکی قرار گیرند. اگر زن باردار در هنگام زایمان دارای علائم باشد، عمل سزارین امن‌ترین روش برای جلوگیری از تماس و انتقال ویروس هرپس سیمپلکس بین مادر و نوزاد است. همچنین، برخی از پزشکان از داروی اسیکلوویر برای درمان زنان باردار مبتلا به تبخال تناسلی در هفته ۳۶ تا زمان زایمان استفاده می‌کنند تا از عود علائم جلوگیری کنند و باعث کاهش خطر انتقال در حین زایمان شوند. اسیکلوویر برای این منظور توسط سازمان غذا و دارو (FDA) تأیید نشده است. با این حال، سازنده اسیکلوویر وضعیت زنان حامله‌ای را که این دارو را در دوران بارداری مصرف کرده‌اند، مورد پیگیری قرار داده است و شواهدی وجود ندارد که نشان‌دهنده خطراتی برای نوزاد باشد.
اسیکلوویر ممکن است به کاهش دفعات عود دارای علامت در کوتاه مدت کمک کند، اما ممکن است به‌طور قطعی در برابر انتقال در همه موارد، محافظت نکند. این ممکن است به خصوص برای زنانی که ترجیح می‌دهند به جای سزارین، زایمان طبیعی داشته باشند، مناسب باشد.

## درمان
داروهای ضد ویروسی مزایای بالینی را برای کسانی که دارای علائم هستند فراهم می‌کند و ابزار اصلی مدیریت پس از آلوده شدن هستند. هدف اصلی استفاده از داروهای ضد ویروسی، درمان اولین شیوع یا جلوگیری از عود تبخال تناسلی، بهبود کیفیت زندگی و کمک به سرکوب ویروس جهت جلوگیری از انتقال جنسی به شریک (های) زندگی است. سه داروی ضد ویروسی مورد تأیید سازمان غذا و دارو، در کنترل علائم و نشانه‌های تبخال تناسلی زمانی که برای اولین علائم بالینی و دوره‌های عود (بازگشت مجدد) یا زمانی که به عنوان درمان سرکوب‌کننده روزانه استفاده می‌شوند، دارای مزایای بالینی هستند. این داروها اسیکلوویر، والاسیکلوویر یا فام‌سیکلوویر هستند و نشان داده شده است که با استفاده طولانی مدت، بی خطر هستند.
- اسیکلوویر: یک داروی ضد ویروسی است که درد و تعداد ضایعات را در موارد اولیه تبخال تناسلی کاهش می‌دهد. علاوه بر این، دفعات و شدت عفونت‌های عود کننده (بازگشت مجدد) را کاهش می‌دهد. اسیکلوویر به صورت کپسول، قرص و پماد موجود است. با این حال، استفاده از پماد موضعی با اسیکلوویر توصیه نمی‌شود، زیرا حداقل مزایای بالینی را ارائه می‌دهد.
- والاسیکلوویر: یک پیش‌دارو است که در بدن به اسیکلوویر تبدیل می‌شود. به تسکین درد و ناراحتی کمک می‌کند و به بهبود زخم‌ها سرعت می‌بخشد. این دارو فقط به صورت کپسول عرضه می‌شود و مزیت آن، مدت اثر بیشتر آن از اسیکلوویر است.[۲۱]
- فام‌سیکلوویر: یکی دیگر از داروهای ضد ویروسی است که متعلق به همین دسته است. فام‌سیکلوویر یک پیش‌دارو است که در بدن به پنسیکلوویر تبدیل می‌شود. پنسیکلوویر عاملی است که در مقابل ویروس‌ها فعال است. مدت اثر آن بیشتر از اسیکلوویر است و فقط به صورت قرص عرضه می‌شود.[۲۲]

### اولین دورهٔ بالینی تبخال تناسلی
اولین باری که فردی تبخال تناسلی را تجربه می‌کند، ممکن است بیماری بالینی طولانی مدت همراه با زخم شدید تناسلی داشته باشد. علاوه بر این، کسانی که در ابتدا علائم بالینی خفیف دارند ممکن است عفونت‌های شدید عود کننده را بعداً تجربه کنند. درمان‌های توصیه شده معمولی برای اولین دوره‌های بالینی تبخال تناسلی ممکن است چیزی شبیه به موارد زیر باشد:
اسیکلوویر ۴۰۰ میلی‌گرم خوراکی ۳ بار در روز به مدت ۷ تا ۱۰ روز یا
والاسیکلوویر ۱ گرم خوراکی ۳ بار در روز به مدت ۷ تا ۱۰ روز یا
فام‌سیکلوویر ۱ گرم خوراکی ۲ بار در روز به مدت ۷ تا ۱۰ روز
در صورتی که زخم‌های تناسلی به‌طور کامل بهبود نیافته باشند، ممکن است درمان بیش از ۱۰ روز توصیه شود.

### تبخال تناسلی بازگشت کننده
اکثر افرادی که اولین دورهٔ علامت دار تبخال تناسلی را تجربه می‌کنند، بازگشت مجدد ضایعات تناسلی را در آینده نیز تجربه خواهند کرد. همچنین ریزش ویروسی بدون علامت می‌تواند در جایی رخ دهد که فرد ممکن است زخم‌های تناسلی نداشته باشد اما همچنان ویروس را به شرکای دیگر منتقل کند. برای بیماران مهم است که با پزشک مراقبت‌های اولیه خود دربارهٔ گزینه‌های دریافت درمان دوره‌ای یا درمان‌های سرکوب‌کننده بلند صحبت کنند.

### درمان سرکوب کننده برای تبخال تناسلی بازگشت کننده
درمان سرکوب‌کننده در کاهش تبخال تناسلی بازگشت کننده تا ۸۰ درصد مؤثر بوده است که می‌تواند به بهبود کیفیت زندگی کمک شایانی کند، زیرا بیماران ادعا می‌کنند که در زندگی، حداقل در بعضی دوره‌ها، مجدداً دارای علائمی هستند. نشان داده شده است که استفاده طولانی مدت از داروهای ضد ویروسی مانند اسیکلوویر، والاسیکلوویر و فام‌سیکلوویر بی‌خطر و مؤثر است. علاوه بر این، درمان طولانی مدت تبخال تناسلی با والاسیکلوویر روزانه می‌تواند میزان انتقال را کاهش می‌دهد. برای بیماران ضروری است که درمان سرکوب‌کننده را همراه با استفاده مداوم از کاندوم و پرهیز جنسی در طول دوره‌های بازگشت کننده ادامه دهند تا انتقال نیز کاهش یابد.

### درمان‌های بدون نسخه و بدون دارو
برای کاهش علائم در طول شیوع تبخال تناسلی، افراد می‌توانند از کیسه یخ روی نواحی آسیب‌دیده استفاده کنند، حمام آب گرم بگیرند، اندام تناسلی را در هنگام حمام نکردن خشک نگه دارند و داروهای مسکن بدون نسخه مانند ایبوپروفن یا استامینوفن مصرف کنند.

## همه‌گیرشناسی
حدود ۱۶ درصد از آمریکایی‌های بین ۱۴ تا ۴۹ سال به تبخال تناسلی مبتلا هستند که آن را به یکی از شایع‌ترین بیماری‌های مقاربتی تبدیل می‌کند. بیش از ۸۵ درصد از مبتلایان به اچ‌اس‌وی-۲ از عفونت خود بی اطلاع هستند. تقریباً ۷۷۶ هزار نفر در ایالات متحده هر سال به عفونت‌های جدید تبخال مبتلا می‌شوند.
آزمایش‌ها برای تبخال تناسلی به‌طور معمول در غربالگری بیماری‌های آمیزشی (Sexually transmitted infection) گنجانده نمی‌شود. بازیگران صنعت سکس از نظر ایدز، کلامیدیا و سوزاک با یک پنل اختیاری از آزمایش‌ها برای هپاتیت ب، هپاتیت سی و سیفلیس غربالگری می‌شوند، اما تبخال تناسلی جزو آن نیست. آزمایش تبخال تناسلی بحث‌برانگیز است زیرا نتایج همیشه دقیق یا مفید نیستند. اکثر کارگران و بازیگران جنسی در مقطعی از شغل خود (چه از محافظت استفاده کنند یا نه) به تبخال تناسلی مبتلا می‌شوند.

## در تاریخ
قوانین بهداشت عمومی در اوایل قرن بیستم در بریتانیا دارای الزام به درمان اجباری برای بیماری‌های مقاربتی بود اما تبخال تناسلی را شامل نمی‌شد زیرا به اندازه کافی جدی نبود. در اواخر سال ۱۹۷۵، کتاب‌های درسی پرستاری شامل موضوع تبخال تناسلی نمی‌شد، زیرا در آن زمان بدتر از سرماخوردگی در نظر گرفته نمی‌شد. پس از توسعه اسیکلوویر در دهه ۱۹۷۰، شرکت داروسازی گلاکسواسمیت‌کلاین کمپین بازاریابی گسترده‌ای را راه اندازی کرد که این بیماری را به اطلاع عموم می‌رساند، از جمله این کارها، ایجاد گروه‌های حمایت از قربانیان بود.

## تحقیق
تلاش‌هایی برای ایجاد واکسن برای مهار شیوع فعال ویروس وجود دارد - علی‌رغم اینکه اکثر موارد بدون علامت هستند - اما نتایج تا کنون نتوانسته است این کار را انجام دهد یا انتقال را از بین ببرد.